# 8237 Constable
8237 Constable è un asteroide della fascia principale. Scoperto nel 1960, presenta un'orbita caratterizzata da un semiasse maggiore pari a 2,2393303 UA e da un'eccentricità di 0,1061907, inclinata di 5,51445° rispetto all'eclittica.